# Carlowrightia arizonica
Carlowrightia arizonica är en akantusväxtart som beskrevs av Asa Gray. Carlowrightia arizonica ingår i släktet Carlowrightia och familjen akantusväxter. Inga underarter finns listade i Catalogue of Life.